# Теснолинейка Кочериново – Рилски манастир
Железопътната линия Кочериново – Рилски манастир е теснолинейна линия с междурелсие 600 mm, днес закрита, съществувала в югозападна България, Кюстендилска област.

## История
След като спечелва търга и изгражда през 1897 г. нормалната железопътна линия Перник – Радомир (15,3 km) предприемачът Тодор Балабанов закупува терен в района на село Бараково, на който построява и обзавежда голяма дъскорезница, известна по-късно под името „Българска горска индустрия“ (БГИ). През 1904 г. той иска от Министерство на обществените сгради, пътищата и съобщенията на България разрешение за строителство на теснолинейка от Илийна река по течението на Рилска река покрай фабриката в Бараково към Дупница до най-близката жп гара (Радомир) за транспортиране на дървения материал и готовата продукция. През септември 1904 г. и на следващата година започват проучвания за това, но предвид дължината (около 100 km) и законовите ограничения за строеж и експлоатация от частни лица на железопътни линии същите са прекратени.
През Първата световна война строителството на линията от Радомир на юг започва заради необходимостта от снабдяване на армията на т. нар. Солунски фронт. Завършена е и влиза в експлоатация на 27 май 1916 г. до Горна Джумая, а строителството и продължава към Петрич. За да се улесни доставката на траверси, греди и друг дървен материал, необходим за строежа Управлението за железопътни съобщения (УЖПС) към армията построява клон от гара „Струма“ до фабриката на Тодор Балабанов при село Бараково. Строежът започва на 4 август, а на 13 септември е открит за експлоатация. На 19 февруари 1918 г. е наредено строежът на теснолинейката да продължи до метоха „Орлица“, което е изпълнено до 20 юни. След това строителството е спряно, а участъкът в експлоатация (г. „Струма“ – Бараково – Рила – метох „Орлица“) е с дължина 13,3 km.
През 1920 г. съгласно „Закона за уреждане положението на строените за военни нужди през време на Европейската война железопътни линии“ УЖПС предава на БДЖ всички военни жп линии, включително и участъка „Струма“ – „Орлица“. Тогава БГИ взема концесия и започва да строи продължение на линията нагоре по долината на Рилска река и наема от БДЖ участъка Рила – метох „Орлица“ (1,5 km). През 1922 г. линията достига до гара „Кула“ (по-късно гара „Бричебор“), а през 1924 г. – до Рилския манастир. Крайната точка на линията достига на около 3,5 km над манастира по връх „Черней“. През 1933 г. изтича срока на концесията и участъка от спирка „Балабанов“ (по-късно спирка „Жельо Демиревски“) нагоре по реката става собственост на Рилския манастир. „Българска книжна и дървена индустрия“ АД (приемник на БГИ от 1928 г.), започва да плаща наем на манастира.
За да се избегнат трудностите от тройната собственост на участъка БДЖ решават да откупят частта на БКДИ, а с Рилския манастир да се договорят да поемат експлоатацията на неговата част. В началото на 1942 г. линията е откупена от БКДИ, а Манастирският събор на Рилския манастир решава още на 3 февруари 1941 г. да отстъпят на държавата в лицето на БДЖ своята част от линията. След 1942 г. са демонтирани релсите нагоре от манастира от БКДИ и се използват за строеж на други клонове в района.

## В БДЖ
След 1920 г. експлоатацията на линията преминава в БДЖ, които организират редовно пътническо и товарно движение. Маршрутът на смесените влакове е Дупница – гара „Струма“ – Рила и обратно. Тук пътниците правят връзка за и от Горна Джумая. Обслужващо локомотивно депо е Дупница. За линията Рила – Рилски манастир между БГИ и БДЖ има споразумение за експлоатация, актуализирано и продължавано всяка година до 1941 г.
След 1937 г. се открива участъка с т.нар. нормално междурелсие (1435 mm) Дупница (1948 – 1989 г. селището е с официално име Станке Димитров)  – Горна Джумая (днешен Благоевград) от Главна линия 5. Така участъка Кочериново – Рила – Рилски манастир остава самостоятелен клон. За поддържане на локомотивите, обслужващи влаковете по отклонението БДЖ открива локомотивно депо на гара Рила. В него са зачислени средно 10 локомотива от серии 0160 и 40060.
През 50-те години на XX век между Кочериново и Рила се движат средно 8 – 9 чифта влакове в денонощие. От тях 4 – 5 са смесени, а останалите – товарни. Между Рила и Рилския манастир се движат 5 – 7 чифта, от които 2 – 4 са смесени. Вече към 1955 г. част от смесените влакове са заместени от пътнически.
След 1955 г. релсите тип „РДП“ (Радомир – Дупница – Петрич) 9,5 kg/m са заменени с тип „ЧБР“ (Червен бряг – Роман) 19,9 kg/m.

## Закриване на теснолинейката
След средата на 50-те години на XX век добивът на дървен материал от този район намалява, както и поклонниците от или към манастира. Превозените пътници през 1959 г. са около 130 хил. души. През 1959 г. се взема решение да се преустанови експлоатацията на линията като икономически неизгодна от 1 април 1960 г. Около две години след това железният път по цялата линия от Бараково нагоре е демонтиран. Остава само участъкът Кочериново – Бараково, който се обособява като индустриален клон на КМЗ „Никола Вапцаров“ (наследник на БКДИ). Този клон се използва до 1981 г., когато движението по него е спряно, заради невъзможност за снабдяване с релси и износеност на подвижния състав. През 1983 г. релсовият път е демонтиран и там. В края на XX век и в началото на XXI век южно от жп гара Кочериново е запазена отсечка с междурелсие 600 mm с дължина около 2 km.

## Информация
- Възстановяването на локомотив № 489 за междурелсие 600 mm.